# Il discorso del re
Il discorso del re (The King's Speech) è un film del 2010 diretto da Tom Hooper.
Interpretato da Colin Firth, Geoffrey Rush, Helena Bonham Carter e Guy Pearce, il film, ispirato a una storia vera, ruota attorno ai problemi di balbuzie del re Giorgio VI e al rapporto col logopedista Lionel Logue, che lo ebbe in cura. Il discorso al quale si fa riferimento è quello con cui il re annunciò alla nazione la dichiarazione di guerra alla Germania e l'ingresso del Regno Unito nella seconda guerra mondiale.
Il film ha vinto il premio del pubblico al Toronto International Film Festival, 5 British Independent Film Awards 2010 (su 8 candidature), ha ottenuto 7 candidature ai Golden Globe 2011 (vincendo quello per il miglior attore in un film drammatico, assegnato al protagonista Colin Firth), 7 BAFTA, inclusi quelli per il miglior film dell'anno e miglior film britannico, nonché 4 premi Oscar su 12 candidature, in particolare quello per il miglior film.

## Sinossi
Nel 1925 il principe Albert, duca di York e secondogenito del re Giorgio V, tiene il discorso di chiusura della British Empire Exhibition allo stadio di Wembley. Un evidente problema di balbuzie è fonte di grande disagio per il principe e suscita imbarazzo nelle persone presenti allo stadio. Dopo avere sperimentato varie terapie e consultato senza esito numerosi specialisti, il principe rinuncia a tenere discorsi in pubblico. Comunque, in qualità di cadetto, il suo ruolo istituzionale è secondario. Solo con la moglie Elizabeth e le figlie Elizabeth (la futura Elisabetta II) e Margaret, ancora bambine, i problemi di espressione vocale si attenuano. Diversamente avviene quando si trova in presenza del padre, il cui temperamento autoritario sembra acutizzare i suoi problemi di linguaggio.
La duchessa di York si reca un giorno nello studio di Lionel Logue, terapeuta di origine australiana esperto nei problemi del linguaggio. Presentandosi sotto falso nome, la duchessa chiede di sottoporre il marito al metodo messo a punto da Logue. Il principe accetta di incontrare il logopedista, ma è scettico riguardo ai risultati. Per convincerlo della sua capacità di parlare speditamente, Logue gli chiede di leggere ad alta voce un passo dell'Amleto, facendogli contemporaneamente ascoltare in cuffia musica a tutto volume. Il principe, poco convinto, inizia, ma interrompe anzitempo la seduta e se ne va, accettando però di portare con sé la registrazione appena eseguita. Solo tempo dopo, ascoltando il disco e scoprendo di avere declamato il brano in modo fluente, accetta di sottoporsi alla terapia.
Nella prima seduta Logue chiede di potere instaurare con il paziente un rapporto confidenziale, senza regole di etichetta e formalismi: chiede di essere chiamato solo Lionel e di potere chiamare il principe Bertie, diminutivo usato solo in ambito familiare. Da quel momento il principe intraprende un elaborato percorso, fatto di esercizi di rilassamento muscolare, controllo del respiro, movimento della lingua e di pronuncia.
Alla morte di Giorgio V, il principe di Galles sale al trono come re Edoardo VIII. La condotta del nuovo re alimenta però grandi riserve: egli è intenzionato a sposare Wallis Simpson, una statunitense pluridivorziata. Albert mette in guardia il fratello: in quanto re e capo della Chiesa d'Inghilterra non gli è concesso sposare una donna divorziata.
Il rapporto tra paziente e terapista si fa intanto sempre più stretto e confidenziale: Logue prova a indagare le radici psicologiche del problema del principe. Riemergono traumi personali, legati all'infanzia e all'adolescenza, dai quali il logopedista intuisce l'origine della balbuzie. Logue è convinto che il principe potrebbe essere un ottimo re, nell'eventualità che il fratello Edoardo rinunci al titolo, e manifesta la propria opinione. Bertie tuttavia reagisce con grande fastidio. Egli è determinato a mantenere il fratello sul trono, e percepisce le parole del logopedista come un invito implicito al tradimento nei confronti del sovrano legittimo. Spaventato dall'idea di assurgere al trono e contrariato dall'atteggiamento insistente di Logue in tal senso, il duca di York decide di troncare ogni rapporto con il logoterapeuta.
Come prevedibile, però, Edoardo, osteggiato dal proprio governo, pur di convolare a nozze con la Simpson, abdica in favore del fratello, che sale al trono come Giorgio VI. In qualità di sovrano di un grande impero ora non può più sottrarsi a incontri e discorsi in pubblico. Scusandosi per il suo comportamento passato, chiede a Logue (il quale nel frattempo, grazie alla moglie Myrtle, ha compreso di aver forse travalicato eccessivamente i limiti del rapporto medico/paziente) di riprendere la terapia.
Mentre fervono i preparativi per la cerimonia di incoronazione all'abbazia di Westminster, l'arcivescovo Lang, che non gradisce la presenza di Logue, fa svolgere indagini sul suo passato. Si scopre così che egli non è un medico abilitato. Logue risponde di non aver mai vantato lauree o titoli accademici, essendosi sempre dichiarato solo un "esperto", con un'esperienza acquisita sul campo in anni di lavoro, iniziati subito dopo la Grande Guerra, curando i soldati che presentavano problemi del linguaggio per effetto dei traumi subiti al fronte. 
Il re gli rinnova dunque la sua fiducia e la cerimonia di incoronazione si svolge senza problemi.
Al momento della dichiarazione di guerra alla Germania, nel 1939, Giorgio VI convoca Logue a Buckingham Palace per preparare il discorso alla nazione da trasmettere via radio. Nonostante la difficoltà del momento e la grande emozione, Logue riesce a rilassare il re, rimanendogli a fianco durante la lettura del discorso.
Il discorso è un successo e suscita un forte impatto emotivo nell'impero. Dopo avere ringraziato Logue per il suo aiuto, il re si affaccia al balcone di Buckingham Palace con la moglie e le figlie per salutare le migliaia di persone accorse per applaudirlo.
Durante l'epilogo del film, viene detto in forma scritta come Lionel Logue abbia aiutato il re in tutti i discorsi radiofonici pronunciati durante la Seconda Guerra Mondiale (discorsi che resero Giorgio VI molto popolare presso i propri sudditi e un vero e proprio simbolo della resistenza nazionale), e di come nel 1944 il re, in riconoscenza dell'aiuto ricevuto, abbia nominato Logue commendatore dell'Ordine reale vittoriano, una prestigiosa onorificenza che premia specificamente atti di servigi personali al monarca. Si sottolinea infine come Bertie e Logue abbiano mantenuto il loro rapporto d'amicizia per il resto della loro vita.

## Produzione

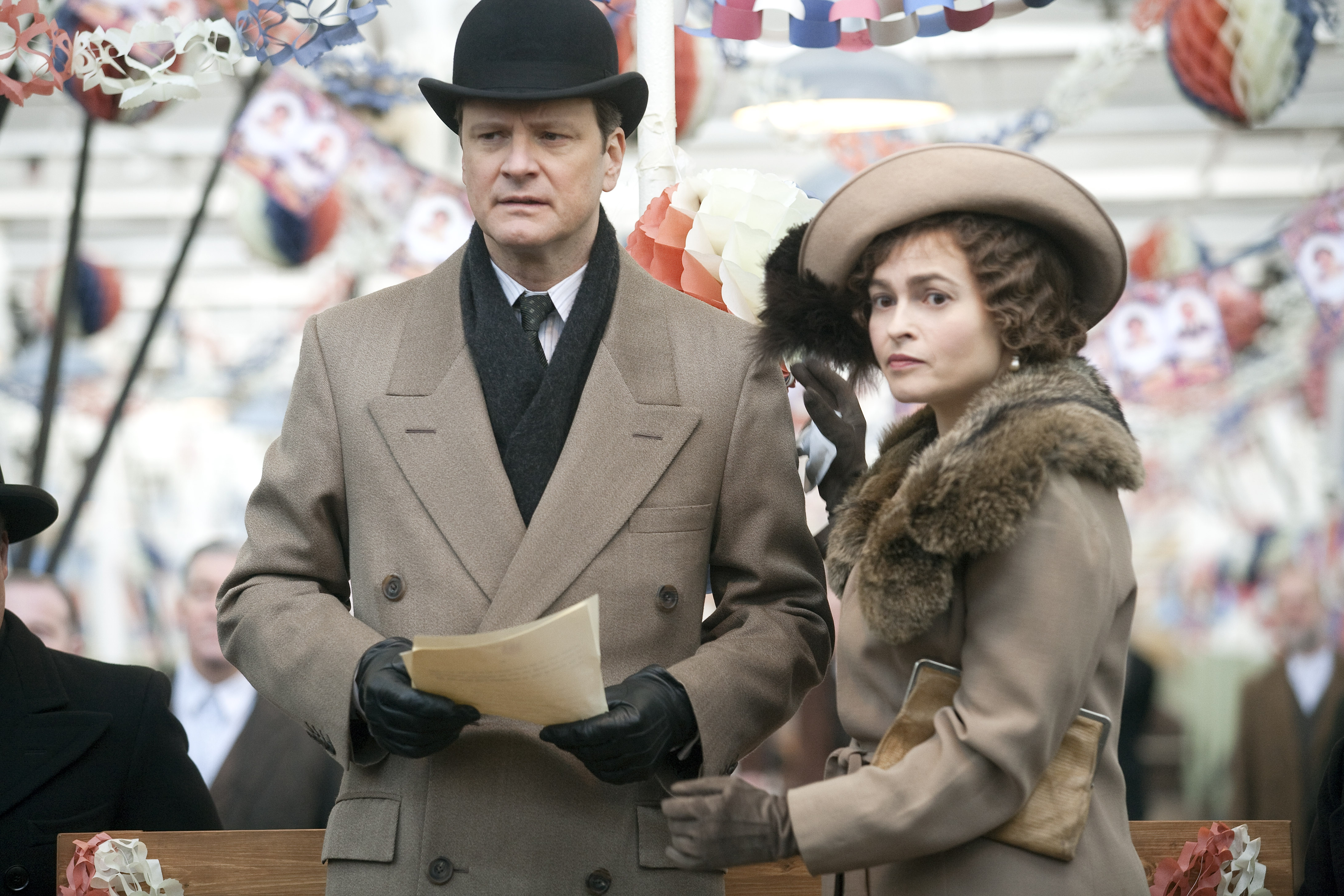
Colin Firth e Helena Bonham Carter sul set del film

Il progetto è concepito su una sceneggiatura di David Seidler, che durante il processo di sviluppo ha sperimentato una versione teatrale. Col supporto dello UK Film Council, che ha stanziato un milione di sterline, le riprese del film sono iniziate il 13 novembre 2009 e sono terminate il 17 gennaio 2010, dopo una lavorazione durata sette settimane. Dopo il periodo di post-produzione la versione definitiva del film è stata terminata il 31 agosto 2010.
Secondo quanto dichiarato dallo sceneggiatore del film David Seidler, la regina Elisabetta II avrebbe apprezzato la pellicola riconoscendone il valore storico ed etico.

## Colonna sonora
La colonna sonora del film è stata composta da Alexandre Desplat. L'album, intitolato The King's Speech: Original Motion Picture Soundtrack è distribuito sotto l'etichetta Decca Records. Di seguito le tracce contenute nell'album:
1. Lionel and Bertie - 2:11
2. The King's Speech - 3:54
3. My Kingdom, My Rules - 2:51
4. The King is Dead - 2:06
5. Memories of Childhood - 3:36
6. King George VI - 3:05
7. The Royal Household - 1:43
8. Queen Elizabeth - 3:35
9. Fear e Suspicion - 3:24
10. The Rehearsal - 1:42
11. The Threat of War - 3:56
12. Speaking Unto Nations - Sinfonia n. 7 (Beethoven) - Secondo movimento, allegretto - 5:03
13. Epilogue - Concerto per pianoforte e orchestra n. 5, Op. 73, L'Imperatore - Secondo movimento, adagio un poco mosso - 3:56

Durante il film è presente l'Ouverture de Le nozze di Figaro e il Concerto per clarinetto KV 622 di Mozart, inserito in cuffia al principe nel momento in cui legge l'Amleto.

## Distribuzione
La prima mondiale del film è avvenuta negli Stati Uniti il 4 settembre 2010 al Telluride Film Festival, successivamente è stato presentato al Toronto International Film Festival, dove ha ottenuto una standing ovation. Alla manifestazione canadese il film ha vinto il People's Choice Award.
L'uscita nelle sale cinematografiche statunitensi è avvenuta il 26 novembre 2010 attraverso la The Weinstein Company, che ha distribuito la pellicola anche in America Latina, Cina, Francia e Germania.
In Italia il film è uscito nelle sale cinematografiche il 28 gennaio 2011, su distribuzione Eagle Pictures.

### Edizione italiana

#### Doppiaggio
La direzione del doppiaggio e i dialoghi italiani furono affidati a Francesco Vairano (doppiatore di Geoffrey Rush nel film), per conto della Technicolor spa, che si è occupata anche della sonorizzazione.

## Accoglienza

### Incassi
Il film ha incassato internazionalmente 414 211 549 dollari. Anche in Italia ha ottenuto un grande successo di pubblico, incassando 8 220 970 euro e collocandosi al sesto posto in classifica nella stagione.

### Critica
Il film è stato acclamato dalla critica. Sull'aggregatore di recensioni Rotten Tomatoes il film ha ottenuto il 94% di recensioni positive, con un punteggio di 8.6 su 10. Alla cerimonia degli Oscar il film ha raccolto 12 nomination, vincendo 4 premi (miglior film, miglior regia, miglior attore protagonista a Colin Firth e migliore sceneggiatura originale).

## Riconoscimenti
- 2011 – Premio Oscar
  - Miglior film a Iain Canning, Emile Sherman e Garet Unwin
  - Migliore regia a Tom Hooper
  - Miglior attore protagonista a Colin Firth
  - Migliore sceneggiatura originale a David Seidler
  - Candidatura per Miglior attore non protagonista a Geoffrey Rush
  - Candidatura per Miglior attrice non protagonista a Helena Bonham Carter
  - Candidatura per Migliore fotografia a Danny Cohen
  - Candidatura per Migliore scenografia a Eve Stewart e Judy Farr
  - Candidatura per Miglior costumi a Jenny Beavan
  - Candidatura per Miglior montaggio a Tariq Anwar
  - Candidatura per Miglior sonoro a Paul Hamblin, Martin Jensen e John Midgley
  - Candidatura per Miglior colonna sonora a Alexandre Desplat
- 2011 – Golden Globe
  - Miglior attore in un film drammatico a Colin Firth
  - Candidatura per Miglior film drammatico
  - Candidatura per Migliore regia a Tom Hooper
  - Candidatura per Miglior attore non protagonista a Geoffrey Rush
  - Candidatura per Miglior attrice non protagonista a Helena Bonham Carter
  - Candidatura per Migliore sceneggiatura a David Seidler
  - Candidatura per Miglior colonna sonora a Alexandre Desplat
- 2011 – Premio BAFTA
  - Miglior film a Iain Canning, Emile Sherman e Garet Unwin
  - Miglior film britannico a Iain Canning, Emile Sherman e Garet Unwin
  - Miglior attore protagonista a Colin Firth
  - Miglior attore non protagonista a Geoffrey Rush
  - Miglior attrice non protagonista a Helena Bonham Carter
  - Migliore sceneggiatura originale a David Seidler
  - Miglior colonna sonora a Alexandre Desplat
  - Candidatura per Migliore regia a Tom Hooper
  - Candidatura per Migliore fotografia a Danny Cohen
  - Candidatura per Migliore scenografia a Eve Stewart e Judy Farr
  - Candidatura per Migliori costumi a Jenny Beaven
  - Candidatura per Miglior trucco
  - Candidatura per Miglior montaggio a Tariq Anwar
  - Candidatura per Miglior sonoro a Paul Hamblin, Martin Jensen, John Midgley e Lee Walpole
- 2011 – David di Donatello
  - Miglior film dell'Unione europea
- 2011 – Critics' Choice Movie Award
  - Miglior attore protagonista a Colin Firth
  - Migliore sceneggiatura originale a David Seidler
  - Candidatura per Miglior cast corale
  - Candidatura per Miglior film a Tom Hooper
  - Candidatura per Migliore regia a Tom Hooper
  - Candidatura per Miglior attore non protagonista a Geoffrey Rush
  - Candidatura per Miglior attrice non protagonista a Helena Bonham Carter
  - Candidatura per Migliore fotografia a Danny Cohen
  - Candidatura per Migliore scenografia a Eve Stewart e Judy Farr
  - Candidatura per Migliori costumi a Jenny Beaven
  - Candidatura per Miglior colonna sonora a Alexandre Desplat
- 2011 – Kansas City Film Critics Circle Award
  - Miglior attore protagonista a Colin Firth
- 2010 – Chicago Film Critics Association Award
  - Miglior attore protagonista a Colin Firth
  - Candidatura per Miglior film
  - Candidatura per Migliore regia a Tom Hooper
  - Candidatura per Miglior attrice non protagonista a Helena Bonham Carter
  - Candidatura per Miglior attore non protagonista a Geoffrey Rush
- 2012 – Premio César
  - Candidatura per Miglior film straniero a Tom Hooper
- 2011 – Directors Guild of America
  - DGA Award a Tom Hooper
- 2011 – Empire Award
  - Miglior attore protagonista a Colin Firth
  - Candidatura per Miglior film
  - Candidatura per Miglior film britannico
  - Candidatura per Migliore regia a Tom Hooper
  - Candidatura per Miglior attrice a Helena Bonam Carter
- 2011 – European Film Award
  - Miglior attore protagonista a Colin Firth
  - Miglior montaggio a Tariq Anwar
  - Candidatura per Miglior film
  - Candidatura per Miglior colonna sonora a Alexandre Desplat
- 2011 – Premio Goya
  - Miglior film europeo a Tom Hooper
- 2010 – National Board of Review Award
  - Migliori dieci film
- 2012 – European Independent Film Critics Awards
  - Miglior attore a Colin Firth
  - Miglior attrice non protagonista a Helena Bonham Carter
  - Migliore sceneggiatura a David Seidler
  - Candidatura per Miglior film
  - Candidatura per Miglior regia a Tom Hooper
  - Candidatura per Migliore fotografia a Danny Cohen
  - Candidatura per Migliore scenografia a Eve Stewart e Judy Farr
  - Candidatura per Miglior montaggio a Tariq Anwar
  - Candidatura per Miglior colonna sonora a Alexandre Desplat
- 2011 – Nastro d'argento
  - Migliore regia a Tom Hooper
- 2011 – Las Vegas Film Critics Society Award
  - Candidatura per Miglior film
  - Candidatura per Migliore regia a Tom Hooper
  - Candidatura per Miglior attore protagonista a Colin Firth
  - Candidatura per Miglior attore non protagonista a Geoffrey Rush
  - Candidatura per Migliore scenografia a Eve Stewart
  - Candidatura per Migliori costumi a Jenny Beavan
- 2010 – Southeastern Film Critics Association Award
  - Miglior attore protagonista a Colin Firth
  - Miglior attore non protagonista a Geoffrey Rush
  - Migliore sceneggiatura originale a David Seidler
  - Candidatura per Miglior film
- 2010 – Los Angeles Film Critics Association Award
  - Miglior attore protagonista a Colin Firth
  - Candidatura per Miglior attore non protagonista a Geoffrey Rush
  - Candidatura per Migliore sceneggiatura a David Seidler
  - Candidatura per Migliore scenografia a Eve Stewart
- 2011 – Independent Spirit Award
  - Miglior film straniero a Tom Hooper
- 2011 – Central Ohio Film Critics Association Award
  - Miglior attore non protagonista a Geoffrey Rush
  - Candidatura per Miglior film
  - Candidatura per Migliore regia a Tom Hooper
  - Candidatura per Miglior attore protagonista a Colin Firth
  - Candidatura per Migliore sceneggiatura originale a David Seidler
- 2010 – New York Film Critics Circle Award
  - Miglior attore protagonista a Colin Firth
- 2012 – Awards of the Japanese Academy
  - Miglior film straniero
- 2011 – American Cinema Editors
  - Candidatura per Miglior montaggio a Tariq Anwar
- 2011 – American Society of Cinematographers
  - Candidatura per Migliore fotografia a Danny Cohen
- 2010 – Satellite Award
  - Miglior attore in un film drammatico a Colin Firth
  - Migliore sceneggiatura originale a David Seidler
  - Candidatura per Miglior film drammatico
  - Candidatura per Migliore regia a Tom Hooper
  - Candidatura per Miglior attore non protagonista a Geoffrey Rush
  - Candidatura per Miglior costumi a Jenny Beaven
- 2011 – Screen Actors Guild Award
  - Miglior cast
  - Miglior attore cinematografico a Colin Firth
  - Candidatura per Miglior attore non protagonista a Geoffrey Rush
  - Candidatura per Miglior attrice non protagonista a Helena Bonham Carter
- 2010 – British Independent Film Awards
  - Miglior film britannico a Iain Canning, Emile Sherman e Garet Unwin
  - Miglior attore protagonista a Colin Firth
  - Miglior attore non protagonista a Geoffrey Rush
  - Miglior attrice non protagonista a Helena Bonam Carter
  - Migliore sceneggiatura a David Seidler
  - Candidatura per Migliore regia a Tom Hooper
  - Candidatura per Miglior attore non protagonista a Guy Pearce
  - Candidatura per Migliore scenografia a Eve Stewart
- 2011 – Amanda Award
  - Candidatura per Miglior film straniero a Tom Hooper
- 2011 – Art Directors Guild
  - Candidatura per Migliore scenografia a Eve Stewart
- 2011 – Austin Film Critics Association
  - Miglior attore protagonista a Colin Firth
  - Candidatura per Miglior film
- 2012 – Bodil Award
  - Candidatura per Miglior film straniero a Tom Hooper
- 2011 – Casting Society of America
  - Miglior casting a Nina Gold
- 2011 – Chlotrudis Award
  - Miglior attore non protagonista a Geoffrey Rush
  - Candidatura per Miglior film
  - Candidatura per Miglior attore protagonista a Colin Firth
  - Candidatura per Migliore sceneggiatura originale a David Seidler
  - Candidatura per Migliore scenografia a Eve Stewart
- 2011 – Cinema Writers Circle Award
  - Candidatura per Miglior film straniero a Tom Hooper
- 2010 – Dallas–Fort Worth Film Critics Association Award
  - Candidatura per Miglior film
  - Candidatura per Migliore regia a Tom Hooper
  - Candidatura per Miglior attore protagonista a Colin Firth
  - Candidatura per Miglior attore non protagonista a Geoffrey Rush
  - Candidatura per Miglior attrice non protagonista a Helena Bonam Carter
- 2011 – Evening Standard British Film Award
  - Candidatura per Miglior film
  - Candidatura per Miglior attore protagonista a Colin Firth
  - Candidatura per Migliori costumi a Jenny Beavan
- 2011 – Film Critics Circle of Australia Award
  - Candidatura per Miglior film straniero a Tom Hooper
- 2011 – Florida Film Critics Circle Award
  - Miglior attore protagonista a Colin Firth
- 2012 – Premio Gaudí
  - Miglior film europeo a Tom Hooper
- 2012 – Grammy Award
  - Miglior colonna sonora a Alexandre Desplat
- 2011 – Humanitas Prize
  - Humanitas Prize a David Seidler
- 2011 – Irish Film and Television Award
  - Miglior attrice internazionale a Helena Bonam Carter
- 2011 – London Critics Circle Film Award
  - Film britannico dell'anno
  - Regista britannico dell'anno a Tom Hooper
  - Attore dell'anno a Colin Firth
  - Candidatura per Film dell'anno
  - Candidatura per Attrice britannica dell'anno a Helena Bonam Carter
  - Candidatura per Attore britannico dell'anno a Colin Firth
  - Candidatura per Sceneggiatore dell'anno a David Seidler
- 2011 – Motion Picture Sound Editors
  - Candidatura per Miglior montaggio sonoro (Dialoghi)
- 2011 – National Movie Award
  - Miglior film
- 2011 – National Society of Film Critics Award
  - Miglior attore non protagonista a Geoffrey Rush
  - Candidatura per Miglior attore protagonista a Colin Firth
  - Candidatura per Migliore sceneggiatura a David Seidler
- 2011 – Online Film Critics Society Award
  - Miglior attore protagonista a Colin Firth
  - Candidatura per Migliore sceneggiatura originale a David Seidler
  - Candidatura per Miglior attore non protagonista a Geoffrey Rush
- 2011 – PGA Award
  - Migliori produttori dell'anno a Iain Canning, Emile Sherman e Garet Unwin
- 2010 – Phoenix Film Critics Society Award
  - Miglior film
  - Miglior attore protagonista a Colin Firth
  - Candidatura per Miglior cast
  - Candidatura per Migliore regia a Tom Hooper
  - Candidatura per Miglior attore non protagonista a Geoffrey Rush
  - Candidatura per Miglior attrice non protagonista a Helena Bonam Carter
  - Candidatura per Migliore scenografia a Eve Stewart
  - Candidatura per Migliori costumi a Jenny Beavan
- 2012 – Rembrandt Award
  - Miglior attore internazionale a Colin Firth
  - Candidatura per Miglior film internazionale
- 2012 – Robert Festival
  - Miglior film straniero
- 2010 – San Diego Film Critics Society Award
  - Candidatura per Miglior film
  - Candidatura per Migliore regia a Tom Hooper
  - Candidatura per Miglior attore protagonista a Colin Firth
  - Candidatura per Migliore sceneggiatura originale a David Seidler
- 2010 – San Francisco Film Critics Circle
  - Miglior attore protagonista a Colin Firth
  - Migliore sceneggiatura originale a David Seidler
- 2011 – Sant Jordi Award
  - Miglior film straniero a Tom Hooper
- 2011 – Santa Barbara International Film Festival
  - Miglior cast
- 2010 – Toronto International Film Festival
  - Miglior film a Tom Hooper
- 2011 – Vancouver Film Critics Circle
  - Miglior attore protagonista a Colin Firth
  - Candidatura per Miglior attore non protagonista a Geoffrey Rush
- 2010 – Washington DC Area Film Critics Association Award
  - Miglior attore protagonista a Colin Firth
  - Candidatura per Miglior attrice non protagonista a Helena Bonam Carter
  - Candidatura per Miglior attore non protagonista a Geoffrey Rush
  - Candidatura per Migliore sceneggiatura originale a David Seidler
- 2011 – World Soundtrack Award
  - Compositore dell'anno a Alexandre Desplat
  - Candidatura per Miglior colonna sonora dell'anno a Alexandre Desplat